# Giovanni de Sangro, principe di Fondi
Giovanni de Sangro, IV principe di Fondi, VII principe di Gesualdo, principe di Striano, principe di Palazzo San Gervasio, 9º marchese di San Lucido, 6º marchese di Santo Stefano, marchese di Genzano, grande di Spagna di prima classe, patrizio Napoletano (Napoli, 14 settembre 1804 – Napoli, 19 settembre 1871), è stato un imprenditore e politico italiano.